# Sound Description Interchange Format

Le format SDIF (Sound Description Interchange Format) est un standard ouvert de format de fichier qui spécifie les types de données de description des signaux audio et leur représentation.
« Il est indépendant des plateformes informatiques, extensible et en accès libre. »
« Il permet donc à des logiciels différents de communiquer immédiatement dès lors que leurs entrées/sorties sont conformes au standard. »
Le format standard SDIF est le fruit d'une collaboration de l'Ircam-Centre Pompidou (Paris, France), le  CNMAT (Université de Berkeley, USA) et le Music Technology Group (MTG) (Université Pompeu Fabra, Barcelone, Espagne).